# Bulletproof (1996)
Bulletproof (Alternativtitel: Bulletproof – Kugelsicher) ist eine US-amerikanische Actionkomödie von Ernest R. Dickerson aus dem Jahr 1996.

## Handlung
Der Kleinganove Archie Moses ist an der Seite seines Freundes Rock Keats unter anderem als Autodieb tätig. Er vertraut seinem Partner, weswegen er ihn einweiht, dass er für den Drogenhändler Frank Colton arbeitet. Moses bietet Keats an, ein Treffen mit Colton zu arrangieren, um ihm einen lukrativen Job im Drogengeschäft zu verschaffen. Keats geht auf das Angebot ein. Er lernt Colton als reichen und zugleich misstrauischen Drogenbaron kennen. Letztlich gelingt es Moses jedoch Keats einen Platz in Coltons Drogengeschäften zu verschaffen.
Eines Tages steht ein großer Auftrag für Moses und Keats an. Colton hat eine umfangreiche Drogenlieferung erhalten, die in einer Lagerhalle umgeladen werden muss. Der als verdeckter Ermittler tätige Keats hat seinem Polizeichef den Tipp gegeben, dass an diesem Tag der Drogenbaron Colton persönlich bei der Umladung anwesend sein wird. Die Polizei bereitet daraufhin eine Razzia vor, um Colton als den Kopf der Organisation festzunehmen. Als Keats jedoch unbeabsichtigt von Moses, dem nicht bewusst ist, den sich als Rock Keats ausgebenden Polizisten Jack Carter in Coltons Organisation eingeschleust zu haben, versehentlich enttarnt wird, greift der Beamte zur Waffe und eröffnet das Feuer auf die Kriminellen. Noch bevor die Verstärkung eintrifft, gelingt es Carter den Kleinganoven Moses in einem abgelegenen Teil der Lagerhalle zu stellen. Beide richten ihre Waffen aufeinander, ohne jedoch tatsächlich die Absicht zu haben, von ihnen Gebrauch zu machen. Als Moses jedoch von einem freischwingenden Kran rücklings einen Schlag versetzt bekommt, löst sich versehentlich ein Schuss aus seiner Waffe, der Carter in die Stirn trifft. Moses ergreift daraufhin die Flucht.
Den Ärzten gelingt es, Carter zu retten, für den nun langwierige Reha-Maßnahmen anstehen, um die während seiner Genesung zurückgebildete Muskulatur wieder aufzubauen, damit er wieder selbständig laufen kann. Das von der charmanten, wie auch attraktiven Physiotherapeutin Traci Flynn geleitete Reha-Programm führt schließlich zum gewünschten Erfolg. Zudem sind sich Carter und Flynn in der gemeinsam verbrachten Zeit nähergekommen, so dass diese nun eine Wohnung miteinander teilen.
Unterdessen beschließt Moses sich nach Mexiko abzusetzen, um dort ein neues Leben zu beginnen, wird jedoch in Arizona in seinem Wagen betrunken am Straßenrand schlafend festgenommen. Er ist bereit als Kronzeuge gegen Colton aussagen, verlangt jedoch im Gegenzug, dass Carter seine Überführung vornimmt. Daraufhin wird Carter mit dem Schutz und dem Gefangenentransport von Moses beauftragt. Carter ist hiervon wenig begeistert und tritt Moses mit entsprechender Abneigung entgegen. Doch auch die Gangster um Colton haben von Moses Überführung Wind bekommen und versuchen eine Colton belastende Zeugenaussage vor Gericht zu verhindern, indem sie Moses noch auf dem Rollfeld auflauern und das Feuer auf ihn eröffnen. Carter und Moses gelingt es, das Flugzeug zu besteigen und abzuheben. Allerdings ist der Pilot tödlich getroffen worden, so dass Moses, der ein wenig Flugerfahrung hat, die Instrumente übernimmt und das Kleinflugzeug, dessen Tanks getroffen wurden, nach kurzer Zeit aufgrund von Spritmangels erfolgreich notlanden kann. Nun sind Carter und Moses auf sich gestellt. Sie erreichen nach langem Fußmarsch durch die Einöde ein abgelegenes Hotel, in dem sie sich einquartieren. Carter informiert seinen Polizeichef von den Vorgängen. Da sich in dem Polizeirevier auch von Colton korrumpierte Polizisten befinden, erfährt Colton erneut von Moses Aufenthaltsort und nimmt die hölzerne Blockhütte, in der sich Carter und Moses befinden, des Nachts unter Feuer. Den beiden gelingt mit Hilfe des Gastwirts in dessen Pick-up die Flucht durch die Wälder.
Moses versucht Carter erfolglos davon zu überzeugen, nicht das FBI zu informieren, da sich dieses ebenfalls auf Coltons Gehaltsliste befindet. Zudem berichtet er Carter davon, dass sich der Schuss aus seiner Waffe, der ihn schwer verletzte, versehentlich gelöst hat. Carter nimmt ihm weder seine Erklärungsversuche ab, noch glaubt er Moses Worte, dieser habe schon einmal das Buch in den Händen gehalten, in dem Colton sämtliche von ihm geschmierten Personen notiert hat. Als die beiden von zwei FBI-Agenten am vereinbarten Treffpunkt abgeholt werden, bewahrheitet sich Moses Befürchtung, es würden von Colton bestochene Agenten zur Tötung der beiden geschickt werden. Gemeinsam gelingt es jedoch Moses und Carter die Agenten loszuwerden und sie setzen ihre Fahrt zu Carters Polizeirevier auf eigene Faust fort. Von dort machen sich die beiden auf den Weg zu Coltons Anwesen, um das besagte geheime Buch als Beweismaterial in ihren Besitz zu bringen.
Am Ende eines langen Feuergefechts zwischen Carter, Moses und Coltons Gefolgsleuten, stehen sich Carter und Moses sowie Colton und die von ihm engagierte Flynn gegenüber. Moses fängt mit seinem Körper eine Kugel ab, die Colton auf Carter abgefeuert hat und erschießt Colton. Zudem gelingt es ihnen, an das gesuchte Buch zu gelangen. Carter zeigt Moses seine Dankbarkeit, indem er ihn laufen lässt.
In Mexiko treffen sich die beiden in einer Bar später wieder.

## Hintergrund
Der Film wurde in Los Angeles, Ridgecrest und Inyo County in Kalifornien gedreht. Die Dreharbeiten begannen am 4. März 1996 und endeten am 9. Mai 1996. Das Budget des Films wird auf 25 Millionen US-Dollar geschätzt. Seine Weltpremiere feierte der Film am 6. September 1996 in Kanada und den USA. In Deutschland erschien der Film als Direct-to-Video-Produktion am 15. Mai 2003 mit FSK-16-Freigabe auf DVD. In der deutschen Fassung wurde Adam Sandler nicht von seinem gewohnten Synchronsprecher Dietmar Wunder synchronisiert, sondern Benjamin Völz nahm die Synchronisation vor. Der Film spielte in den Kinos der USA über 21,1 Millionen US-Dollar ein, davon über 6 Millionen US-Dollar am Eröffnungswochenende.

## Kritik
Peter Stack schrieb in der San Francisco Chronicle vom 28. Februar 1997, der Film könne die „Fans der Geschmacklosigkeit“ („fans of the tasteless“) zum Lachen bringen. Der Regisseur vermische Gewalt und Komödie auf eine „knackige“ („crisply“) Weise.
Das Lexikon des internationalen Films urteilte: „Ein Actionfilm im Zuge der Buddy-Movies, der sich wenig um glaubwürdige Personenzeichnung und logische Handlungsentwicklung schert und weder Spannung noch den angestrebten Humor erzeugt.“
Die Redaktion von Cinema resümiert: „Dumpfbackenwitze auf der Abschussliste. Der tolle Spike-Lee-Kameramann Ernest Dickerson vergeudet hier sein Talent an einen derben Mix aus Gewalt und Slapstick.“

## Auszeichnungen
Adam Sandler wurde im Jahr 1997 für die Goldene Himbeere nominiert.

## Fortsetzung
2020 wurde mit Bulletproof 2 eine von Don Michael Paul inszenierte Fortsetzung veröffentlicht. In den Hauptrollen sind Faizon Love und Kirk Fox zu sehen.